# Derde Slag om Nola
De Derde Slag om Nola, in de buurt van Napels, werd gevochten in 214 v.Chr. tussen Hannibals Carthageens leger en een Romeins leger onder leiding van Marcus Claudius Marcellus. Het was de derde poging van Hannibal om Nola te veroveren na twee mislukte pogingen in de voorgaande jaren. Het lukte hem niet om de stad te veroveren.